# Srbská akademie věd a umění

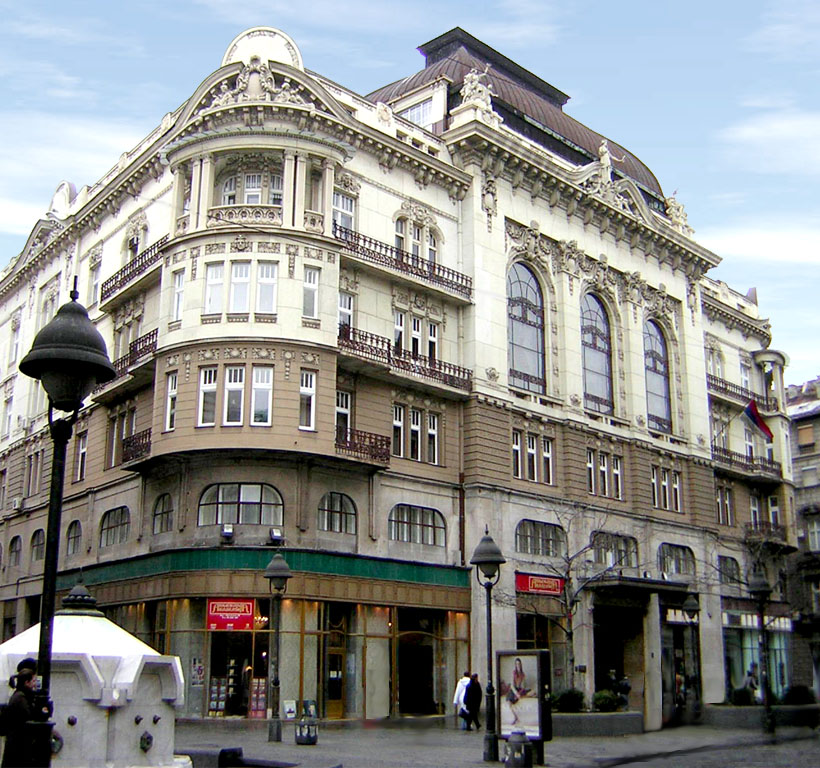
Palác SANU v Bělehradě

Srbská akademie věd a umění (srbsky v cyrilici Српска академија наука и уметности, v latince Srpska akademija nauka i umetnosti, САНУ/SANU) je nejstarší akademií svého druhu v Srbsku. Sídlí v Bělehradě v Paláci SANU.

## Historie
Akademie se hlásí k odkazu Společnosti srbské slovesnosti (Друштво српске словесности), která vznikla 19. listopadu 1841. Společnost se posléze roku 1864 transformovala na Srbskou učenou společnost (Српско учено друштво). Vedle něj od roku 1886 působila Srbská královská akademie (Краљевско-српска академије), která nakonec učenou společnost roku 1892 převzala a rozpustila. 
Nedlouho po příchodu jugoslávských komunistů k moci organizace po sovětském vzoru změnila svůj tradiční název na Srbská akademie věd a umění (Српска академија наука и уметности).
Mezi členy akademie patřilo značné množství domácích literátů i vědců, např. Josif Pančić, Jovan Cvijić, Stojan Novaković, Branislav Petronijević, Mihajlo Pupin, Nikola Tesla, Milutin Milanković, Mihailo Petrović-Alas, Bogdan Gavrilović, Ivo Andrić, nebo Danilo Kiš.

## Srbská královská akademie
První členové Srbské královské akademie od roku 1887:
- přírodní vědy: dr. Josif Pančić, Dimitrije Nešić, Ljubomir Klerić, Jovan Žujović
- filozofické vědy: Stojan Novaković, Milan Kujundžić, Svetislav Vulović, Svetomir Nikolajević
- společenské vědy: Čedomilj Mijatović, Milan Đ. Milićević, Ljubomir Kovačević, Panto Srećković
- umění: Ljubo P. Nenadović, Matija Ban, Mihajlo Valtrović, Davorin Jenko

Na slavnostním zasedání 22. února 1888 bylo do akademie zvoleni:
- řádní členové: Franc Miklošič, Vatroslav Jagić, Valtazar Bogišić, archimandrita Ilarion Rukavac, malíř Pavle Jovanović
- dopisující členové: Spiridon (Špiro) Brusina, Dimitrije (Mita) Petrović, A. Leskin, Petar (Pero) Budmani, Ivan Stěpanovič Jastrebov, Jovan Živanović, dr. Franjo Rački, V. Vasiljevski, T. Uspenski, Jakov Ignjatović, Antonín Dvořák, Gligorije (Giga) Geršić, Vladan Đorđević, Lazar (Laza) Kuzman Lazarević

## Předsedové akademie
- 1887–1888 Josif Pančić
- 1888–1889 Čedomilj Mijatović
- 1892–1895 Dimitrije Nešić
- 1896–1899 Milan Đ. Milićević
- 1899–1899 Jovan Ristić
- 1899–1900 Sima Lozanić
- 1900–1903 Jovan Mišković
- 1903–1906 Sima Lozanić
- 1906–1915 Stojan Novaković
- 1915–1921 Jovan Žujović
- 1921–1927 Jovan Cvijić
- 1928–1931 Slobodan Jovanović
- 1931–1937 Bogdan Gavrilović
- 1937–1960 Aleksandar Belić
- 1960–1965 Ilija Đuričić
- 1965–1971 Velibor Gligorić
- 1971–1981 Pavle Savić
- 1981–1994 Dušan Kanazir
- 1994–1998 Aleksandar Despić
- 1999–2003 Dejan Medaković
- 2003–2015 Nikola Hajdin
- 2015– Vladimir Kostić